# Versace on the Floor
Singles de Bruno Mars
That’s What I Like
(2017) Finesse
(2018)
Versace On The Floor est une chanson de Bruno Mars sortie en single le 13 août 2017, troisième extrait de l'album 24K Magic sortie en novembre 2016.